# August Nilsson
August Nilsson (Trollenäs, Eslöv, Escània, 15 d'octubre de 1872 – Estocolm, 23 de maig de 1921) va ser un atleta i tirador de corda suec que va competir a cavall del segle xix i el segle xx.
El 1900 va prendre part en els Jocs Olímpics de París en tres proves. Dues d'atletisme, el salt amb perxa i el llançament de pes, en què quedà en vuitena i novena posició respectivament, i en la competició del joc d'estirar la corda, en què guanyà la medalla d'or formant part de l'equip mixt, sueco-danès.